# 喬伊爾齒龍屬
乔伊尔齿龙属（学名：Choyrodon）是蒙古早白垩世阿尔布阶库伦顿克组一属鸭嘴龙超科恐龙。模式种和唯一物种是巴氏乔伊尔齿龙（C. barsboldi），属名取自乔伊尔市和古希腊语单词
-odon（意为“牙齿”），种名纪念古生物学家瑞钦·巴斯钵。正模标本含部分颅骨和颈肋以及其它两具相关的颅后骨骼。研究认为它是原赖氏龙的姐妹群。
现已发现3件标本：MPC-D 100/801（正模标本）、MPC-D 100/800及MPC-D 100/803。